# Manel Andreu i Espinosa
Manel Andreu i Espinosa (Barcelona, 3 de març de 1914 - ?) fou un atleta català especialitzat en curses de fons.
Pel que fa a clubs, fou membre del Sarrià Esportiu, del FC Barcelona, club amb el qual assolí la major part dels seus èxits, i del RCD Espanyol.
Guanyà tres Campionats de Catalunya de 5.000 metres llisos (1935, 1941 i 1942) i dos de cros individual (1934 i 1936). A nivell estatal fou quatre cops campió en els 5.000 metres i dos en els 10.000, a més de tres cops campió de camp a través. Cal notar que bona part de la seva maduresa esportiva coincidí amb la guerra civil espanyola i la manca de competicions oficials durant aquells anys.
Va establir nombrosos rècords de Catalunya i Espanya en les següents proves: 10.000 m (1941), 5.000 m (1941), 3.000 m (1942) i 2.000 m (1942). També va superar el rècord dels 4 × 1.500 m amb la selecció catalana (1942).

## Palmarès
Campió de Catalunya
- 5.000 m: 1935, 1941, 1942
- Campionat de Catalunya de cros: 1934, 1936

Campió d'Espanya
- 5.000 m: 1936, 1941, 1942, 1944
- 10.000 m: 1935, 1941
- cros: 1933, 1941, 1942